# Irsta församling
Irsta församling var en församling i Västerås stift och i Västerås kommun i Västmanlands län.
Församlingen uppgick 2006 i Kungsåra församling.

## Administrativ historik
Församlingen har medeltida ursprung.
Församlingen utgjorde till 1 maj 1921 ett eget pastorat för att därefter till 1962 vara moderförsamling i pastoratet Irsta och Badelunda. Från 1962 till 2006 var den moderförsamling i pastoratet Irsta, Kärrbo, Kungsåra, Ängsö och Björksta. Församlingen uppgick 2006 i Kungsåra församling.

## Organister
Lista över organister i Irsta församling.
| Verksam   | Namn                     | Levnadstid |
| --------- | ------------------------ | ---------- |
| 1792-1811 | Vilhelm Ludvig Åkerman   | 1768-1811  |
| 1812-1828 | Anders Lagerholm         | 1778-1846  |
| 1828-1878 | Eric Bergström           | 1807-1889  |
| 1878-1883 | Gustaf Fredric Lindeberg | 1846-      |
| 1883-1905 | Anders Kjellin           | 1848-1905  |
| 1906-1922 | E. A. Efraim Lindén      |            |
| 1922-1927 | Erik Paul Roberg         | 1896-      |
| 1928-1969 | Axel Emanuel Gustafsson  | 1903-1975  |

## Kyrkor
- Irsta kyrka